# Cap of Britain
Cap was volgens de legende, zoals beschreven door Geoffrey van Monmouth, koning van Brittannië. Hij werd voorgegaan door koning Bledudo en werd opgevolgd door zijn zoon Oenus. Koning Cap regeerde van 185 v.Chr. - 179 v.Chr.